# Buddhamitra
Buddhamitra, född 60 e.Kr., var en indisk buddhistisk nunna, känd under Kushanrikets tid. 
Hon tillhörde den buddhistiska riktningen Sarvāstivāda och är känd för sin verksamhet som missionär för Buddhas lära, och för sin insamling av medel till uppförandet av buddhistiska byggnadsverk. Hennes namn finns bevarat i inskriptioner på byggnadsverk över bodhisattvor som uppfördes i tre städer vid Ganges.  